# پال برون
پال برون (به انگلیسی: Paul Broun) نمایندهٔ حوزه انتخابیه دهم جورجیا از حزب جمهوری‌خواه ایالات متحده آمریکا در مجلس نمایندگان ایالات متحده آمریکا است که برای نخستین‌بار در ۱۷ ژوئیه ۲۰۰۷ میلادی به‌عضویت این مجلس درآمد.